# Myrcia calcicola
Myrcia calcicola är en myrtenväxtart som beskrevs av George Richardson Proctor. Myrcia calcicola ingår i släktet Myrcia och familjen myrtenväxter. IUCN kategoriserar arten globalt som sårbar.
Artens utbredningsområde är Jamaica. Inga underarter finns listade i Catalogue of Life.